# Sornay (Saône-et-Loire)
Sornay ist eine französische Gemeinde im Département Saône-et-Loire in der Region Bourgogne-Franche-Comté. Sie gehört zum Arrondissement Louhans und zum gleichnamigen Kanton Louhans. Der Ort hat 1958 Einwohner (Stand 1. Januar 2022). Die Einwohner werden Sornaysiens, resp. Sornaysiennes genannt.

## Geografie

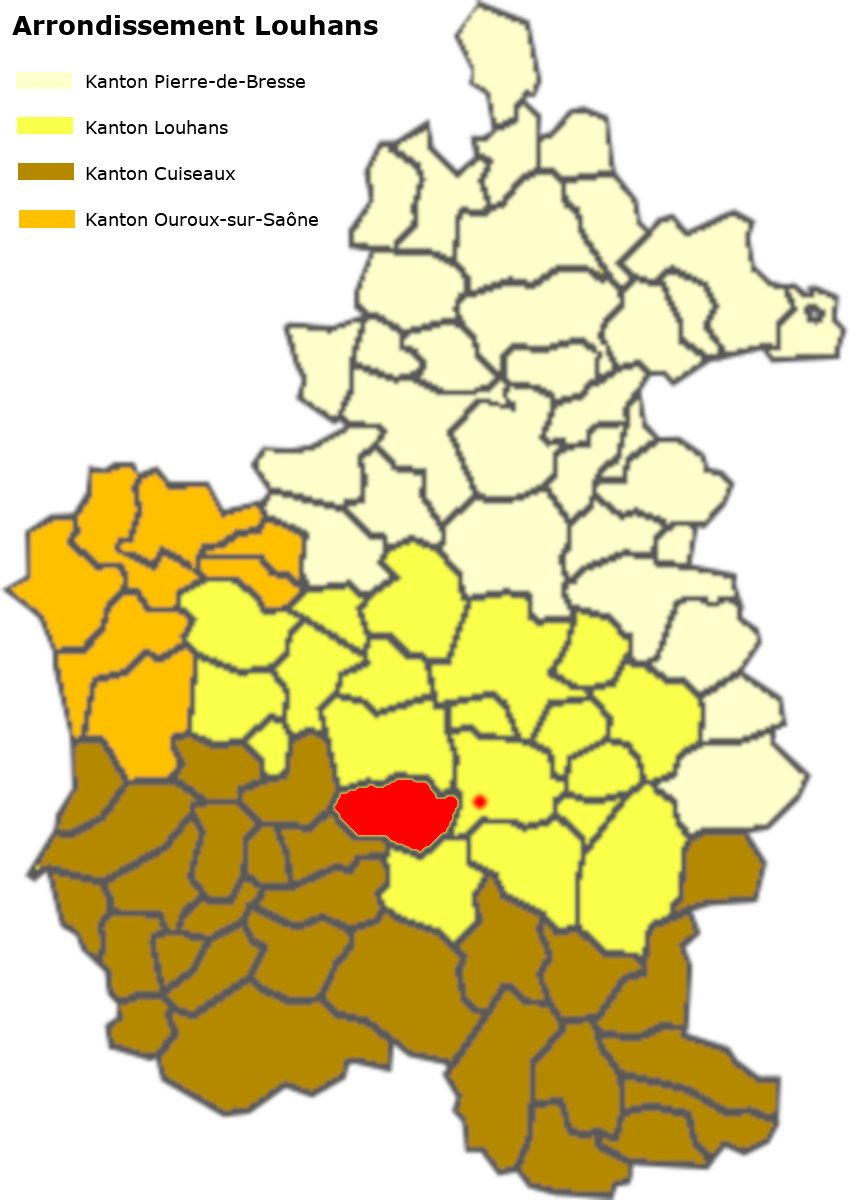
Lage der Gemeinde im Arrondissement Louhans

Sornay liegt 3,5 Kilometer westlich von Louhans und wird von der Departementsstraße D971 (Louhans–Cuisery) in Ost-West-Richtung durchquert. Die Nord- und Nordwestgrenze der Gemeinde wird durch die Seille gebildet, die nach Westen fließt. Die Grenze im Südosten bildet die Sane-Morte. Eine Seilleschlinge wird verbunden durch den Bras de la Culée, dadurch entsteht eine eigentliche Insel, genannt La Culée. Im Gemeindegebiet münden der Ruisseau du Champ und der Ruisseau de Barbette in die Seille. Die Gemeinde ist schwach bewaldet, hingegen finden sich in den Feuchtgebieten entlang der Seille ausgedehnte Pappelplantagen.
Zur Gemeinde gehören die folgenden Weiler und Fluren: les Amortets, les Armalets, le Bas-de-Rédy, le Bief-Bouly, Bois-de-Rédy, la Bruyère, le Champ-Bise, les Champs-Rouges, les Communautés-de-la-Croix, les Communautés-de-Rédy, La Croix, l’Étang-Blonde, l’Étang-Borey, les Fugères, les Fugny, le Grand-Curtil, les Grandes-Varennes, le Grand-Rédy, Grange-des-Pèles, Grannod, les Gruyères, Lusigny, la Mare-au-Prêtre, les Marrages, les Meuneuvres, Montécot, le Nauvret, les Pèles, le Petit-Rédy, les Piochets, les Platières, la Rippe, les Robins, Sane, les Sarcins, les Saugets, la Seugnière, la Tuilerie, le Vernay.

### Klima
Das Klima in Sornay ist warm und gemäßigt. Es gibt das ganze Jahr über deutliche Niederschläge, selbst der trockenste Monat weist noch hohe Niederschlagsmengen auf. Die Klassifikation des Klimas nach Köppen und Geiger ist Cfb ((Gemäßigtes) Ozeanklima). Die Temperatur liegt im Jahresdurchschnitt bei 12,3 °C. Der wärmste Monat ist der Juli mit einer Durchschnittstemperatur von 21,5 °C, der kälteste der Januar mit 3,6 °C. Über ein Jahr verteilt summieren sich die Niederschläge auf 1081 mm, dabei ist der November mit 117 mm der niederschlagsreichste, während Juli als trockenster Monat 72 mm aufweist. Über das ganze Jahr werden etwa 2764 Sonnenstunden gezählt.
|                        | Jan | Feb | Mär  | Apr  | Mai  | Jun  | Jul  | Aug  | Sep  | Okt  | Nov  | Dez |   |      |
| Mittl. Temperatur (°C) | 3,6 | 4,2 | 7,8  | 11,5 | 15,3 | 19,5 | 21,5 | 21,1 | 17,3 | 13,2 | 7,7  | 4,4 | ⌀ | 12,3 |
| Mittl. Tagesmax. (°C)  | 6,5 | 8,0 | 12,3 | 16,0 | 19,7 | 24,2 | 26,2 | 25,9 | 21,8 | 17,2 | 10,8 | 7,2 | ⌀ | 16,4 |
| Mittl. Tagesmin. (°C)  | 0,9 | 0,9 | 3,5  | 6,6  | 10,5 | 14,5 | 16,5 | 16,2 | 13,0 | 9,5  | 4,7  | 1,8 | ⌀ | 8,3  |
|                        |     |     |      |      |      |      |      |      |      |      |      |     |   |      |
| Niederschlag (mm)      | 98  | 83  | 80   | 90   | 93   | 77   | 72   | 73   | 87   | 104  | 117  | 107 | Σ | 1081 |

| 0,9 |

| 0,9 |

| 3,5 |

| 6,6 |

| 10,5 |

| 14,5 |

| 16,5 |

| 16,2 |

| 13,0 |

| 9,5 |

| 4,7 |

| 1,8 |

| 0,9 |

| 0,9 |

| 3,5 |

| 6,6 |

| 10,5 |

| 14,5 |

| 16,5 |

| 16,2 |

| 13,0 |

| 9,5 |

| 4,7 |

| 1,8 |

## Toponymie
Der Ort wird erstmals 1155 als Ecclesia de Saonay erwähnt. Die Endung -ay lässt auf Gallo-römische Besiedlung schließen, etwas später wird auch tatsächlich der Ort mit Saornaco erwähnt, also als Besitz des Saornus. Schließlich entstand daraus der heutige Ortsname Sornay.

## Geschichte
Ein kurzes Stück der Römerstraße Louhans–Tournus führte vermutlich östlich von Sornay vorbei. Angeblich bestand ein Schloss an der Stelle, an der heute die Mairie steht. Sornay gehörte den Herren von Sainte-Croix, die 1387 einen Jahrmarkt im Oktober, am Tag des Saint-Germain, hatten ausrufen lassen, ohne die Bewilligung des Herzogs von Burgund einzuholen. Die Herren von Cuisery und Chalon wollten dies verhindern, was der Herzog von Burgund schützte und den Jahrmarkt verbot. Im 18. Jahrhundert gehörte der Ort der Familie Perrigny, das Gebiet von Grannod der Familie Gueret und La Croix den Herren de la Marche. 1856 bestanden mehrere Getreide- und Ölmühlen, sowie Gerbereien an der Seille. Es bestanden zwei Gemeindeschulen und zwei protestantische Schulen.
Die alte Kirche aus dem 12. Jahrhundert wurde zu Beginn des 19. Jahrhunderts an die neue Hauptstraße verlegt, 1833 – 1834 wurde das Schiff verlängert und der Glockenturm gebaut, 1846 der Chor vergrößert und 1861 das Dach restauriert. In der Folge verschoben sich die Mauern aufgrund eines Baufehlers, die Kirche wurde jedoch weiterhin unterhalten und repariert. Schließlich musste sie 1977 abgebrochen werden. Zwischen 1979 und 1980 wurde eine neue Kirche in Nord-Süd-Richtung um den alten Glockenturm von 1834 erbaut und im Oktober 1980 eingeweiht. Die Knabenschule datiert von 1903, die Mädchenschule von 1912 und das Postgebäude von 1913. Entlang dem Südufer der Seille wurden rund 6 Kilometer Treidelpfade instand gestellt. 1988 bestanden in der Gemeinde 119 Landwirtschaftsbetriebe. 1973 wurde Sornay – zusammen mit Branges – mit Louhans vereinigt, 1979 wurde die Fusion jedoch rückgängig gemacht.

### Heraldik
Seit dem 18. September 2009 benutzt die Gemeinde Sornay ein offizielles Wappen, das nicht direkt auf eine Familie zurückgeführt werden kann, sondern durch verschiedene Gremien neu geschaffen wurde. Das Wappen, seine Bedeutung und Entstehungsgeschichte wurde der Bevölkerung im Journal Municipal vom Dezember 2009 vorgestellt. Blasonierung: Geviert durch ein blaues Kreuz, in Feld 1 und 4 auf goldenem Grund ein rotes Schloss, in 2 auf goldenem Grund ein roter Hahn, in 3 auf goldenem Grund eine rote Garbe. Die Gemeinde hat in diesem Zusammenhang eine Devise gewählt: Tradition, Union et Avenir (Tradition, Einheit und Zukunft).
Vom Wappen der Familie Guerret wurde die Form übernommen sowie die Tingierung in Gold und Blau. Gold symbolisiert Reichtum, Reinheit und Beständigkeit, Blau Loyalität und Treue. Im Fall von Sornay symbolisiert das blaue Kreuz gleichzeitig die beiden Hauptflüsse in der Gemeinde, die Seille und die Sâne. Die beiden Burgen symbolisieren Grannod und Lusigny, zugleich aber auch Schutz und Sicherheit. Hahn und Garbe zeigen die Verbindung zur Bresse und kennzeichnen Sornay als landwirtschaftlich geprägten Ort.

## Bevölkerung
| Sornay: Einwohnerzahlen von 1793 bis 2020 | Sornay: Einwohnerzahlen von 1793 bis 2020 | Sornay: Einwohnerzahlen von 1793 bis 2020 | Sornay: Einwohnerzahlen von 1793 bis 2020 | Sornay: Einwohnerzahlen von 1793 bis 2020 |
| --- | ----------------------------------------- | ----------------------------------------- | ----------------------------------------- | ----------------------------------------- |
| Jahr |                                           |                                           |                                           | Einwohner                                 |
| 1793 | 1793                                      |                                           | 1.195                                     | 1.195                                     |
| 1800 | 1800                                      |                                           | 1.251                                     | 1.251                                     |
| 1806 | 1806                                      |                                           | 1.253                                     | 1.253                                     |
| 1821 | 1821                                      |                                           | 1.357                                     | 1.357                                     |
| 1831 | 1831                                      |                                           | 1.439                                     | 1.439                                     |
| 1836 | 1836                                      |                                           | 1.421                                     | 1.421                                     |
| 1841 | 1841                                      |                                           | 1.500                                     | 1.500                                     |
| 1846 | 1846                                      |                                           | 1.573                                     | 1.573                                     |
| 1851 | 1851                                      |                                           | 1.567                                     | 1.567                                     |
| 1861 | 1861                                      |                                           | 1.586                                     | 1.586                                     |
| 1866 | 1866                                      |                                           | 1.561                                     | 1.561                                     |
| 1872 | 1872                                      |                                           | 1.586                                     | 1.586                                     |
| 1876 | 1876                                      |                                           | 1.644                                     | 1.644                                     |
| 1881 | 1881                                      |                                           | 1.650                                     | 1.650                                     |
| 1886 | 1886                                      |                                           | 1.606                                     | 1.606                                     |
| 1891 | 1891                                      |                                           | 1.566                                     | 1.566                                     |
| 1896 | 1896                                      |                                           | 1.563                                     | 1.563                                     |
| 1901 | 1901                                      |                                           | 1.557                                     | 1.557                                     |
| 1906 | 1906                                      |                                           | 1.569                                     | 1.569                                     |
| 1911 | 1911                                      |                                           | 1.612                                     | 1.612                                     |
| 1921 | 1921                                      |                                           | 1.501                                     | 1.501                                     |
| 1926 | 1926                                      |                                           | 1.498                                     | 1.498                                     |
| 1931 | 1931                                      |                                           | 1.471                                     | 1.471                                     |
| 1936 | 1936                                      |                                           | 1.426                                     | 1.426                                     |
| 1946 | 1946                                      |                                           | 1.446                                     | 1.446                                     |
| 1954 | 1954                                      |                                           | 1.415                                     | 1.415                                     |
| 1962 | 1962                                      |                                           | 1.424                                     | 1.424                                     |
| 1968 | 1968                                      |                                           | 1.368                                     | 1.368                                     |
| 1982 | 1982                                      |                                           | 1.529                                     | 1.529                                     |
| 1990 | 1990                                      |                                           | 1.631                                     | 1.631                                     |
| 1999 | 1999                                      |                                           | 1.660                                     | 1.660                                     |
| 2006 | 2006                                      |                                           | 1.812                                     | 1.812                                     |
| 2009 | 2009                                      |                                           | 1.940                                     | 1.940                                     |
| 2014 | 2014                                      |                                           | 2.038                                     | 2.038                                     |
| 2020 | 2020                                      |                                           | 1.990                                     | 1.990                                     |
| Quelle(n): EHESS/Cassini bis 2006, ab 2009 INSEE Anmerkung(en): • Ab 1962 offizielle Zahlen ohne Einwohner mit Zweitwohnsitz • 1975 vereinigten sich die Gemeinden Branges, Châteaurenaud und Sornay mit Louhans, 1979 verselbständigten sich Branges und Sornay wieder, Châteaurenaud blieb jedoch bei Louhans. Die Zahlen für 1975 sind nicht bekannt, da die Zähung mit Louhans erfolgte • Höchste Einwohnerzahl 2014 mit 2038, tiefste Einwohnerzahl 1793 mit 1195 (58,6 % vom Maximum) |                                           |                                           |                                           |                                           |

| Bevölkerungsstruktur | Anzahl Einwohner | männlich | weiblich | davon Ausländer | Anteil % |
| -------------------- | ---------------- | -------- | -------- | --------------- | -------- |
|                      | 1975             | 983      | 992      | 26              | 1,3      |

| Männer | Alterstufe | Frauen |
| ------ | ---------- | ------ |
| 8      | 90 + älter | 15     |
| 105    | 75–89      | 126    |
| 242    | 60–74      | 239    |
| 205    | 45–59      | 215    |
| 141    | 30–44      | 152    |
| 112    | 15–29      | 101    |
| 169    | 0–14       | 144    |

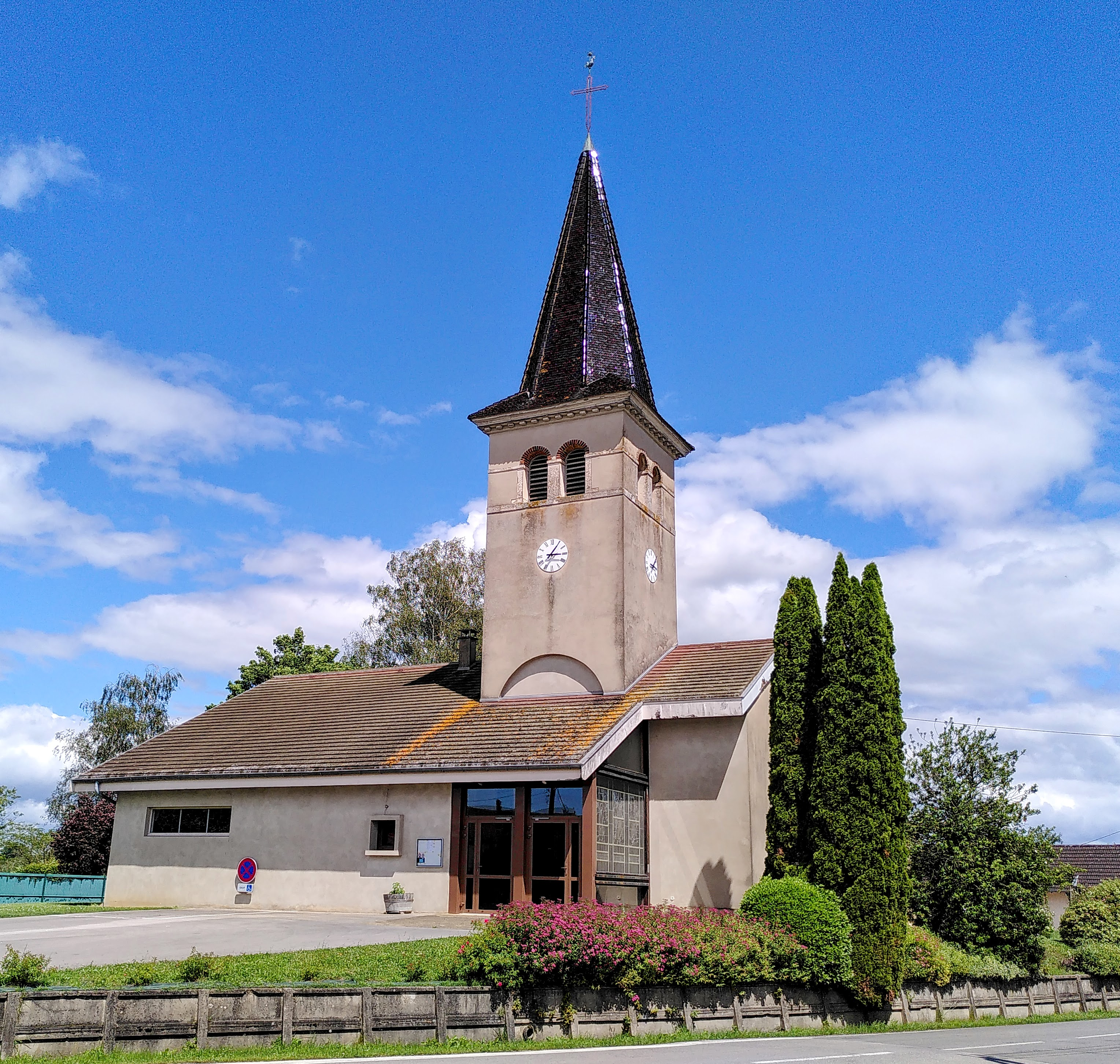
Kirche Saint-Rémy von Sornay (Saône-et-Loire)

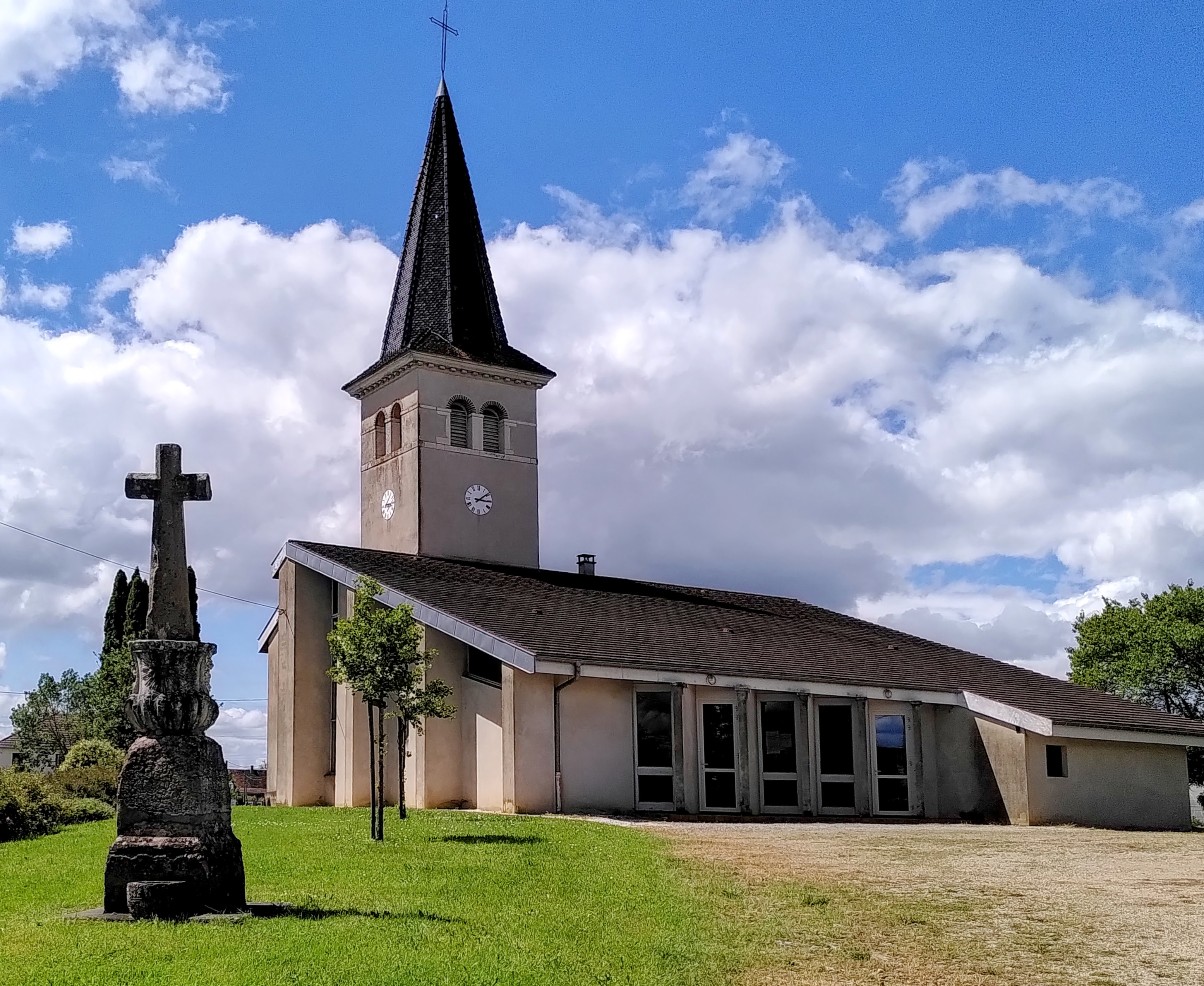
Kirche Saint-Rémy von Sornay (Saône-et-Loire)von Norden

Die Bevölkerungsstruktur zwischen Männern und Frauen ist ausgeglichen. Dabei sind 41 % der Bevölkerung jünger als 45 Jahre. Die Gruppe der unter 15-Jährigen macht 15,8 % aus. Demgegenüber sind 37 % der Einwohner älter als 60 Jahre und damit im Rentenalter. Diese Struktur dürfte auf die Tatsache zurückzuführen sein, dass seit 1999 dank einer regen Bautätigkeit die Wohneinheiten um 36 % zugenommen haben. Dadurch dürfte ein Zuzug von jungen Familien mit Kindern erfolgt sein.
| Wohnstruktur               | Anzahl Wohneinheiten | davon Häuser | Wohnungen | sonstige |
| -------------------------- | -------------------- | ------------ | --------- | -------- |
|                            | 1022                 | 959          | 60        | 3        |
| davon Hauptwohnsitz        | 919                  |              |           |          |
| Zweit- oder Ferienwohnsitz | 38                   |              |           |          |
| vakant                     | 65                   |              |           |          |

## Wirtschaft und Infrastruktur

### Unternehmen, Betriebe, Ladengeschäfte und Einrichtungen
In der Gemeinde gibt es eine katholische und eine protestantische Kirche, die Mairie (Gemeindehaus) und folgende Unternehmen nach Branchen:
| Branche                                                           | Anzahl Betriebe |
| ----------------------------------------------------------------- | --------------- |
| Industrie und verarbeitendes Gewerbe                              | 11              |
| Baugewerbe                                                        | 16              |
| Groß- und Einzelhandel, Verkehr, Beherbergung und Gastronomie     | 31              |
| Information und Kommunikation                                     | 1               |
| Finanz- und Versicherungsdienstleistungen                         | 2               |
| Grundstücks- und Wohnungswesen                                    | 4               |
| Freiberufliche, wissenschaftliche und technische Dienstleistungen | 13              |
| Öffentliche Verwaltung, Unterricht, Gesundheits- und Sozialwesen  | 11              |
| Sonstige Dienstleistungen                                         | 12              |
| Land- und Forstwirtschaftsbetriebe                                | 20              |

In der Gemeinde befinden sich eine Bäckerei, eine Metzgerei, ein Blumenladen, ein Kleidergeschäft, zwei Coiffeur- und ein Schönheitssalon, zwei Immobilienagenturen und ein Möbelladen, ferner zwei Autogaragen, zwei Bauhandwerksbetriebe, eine Schreinerei/Zimmerei, ein Elektriker, drei Maler/Gipser und ein Installateurbetrieb. Im Ort befinden sich ein Tennis-, ein Fußball- und ein Pétanqueplatz, eine Turn- und Sporthalle, ein Skatepark, eine Arztpraxis, sechs Krankenschwestern, ein Mehrzwecksaal, zwei Restaurants und eine Post. Mit den weiteren Gütern des täglichen Bedarfs versorgen sich die Einwohner mehrheitlich in Louhans. Ein Wochenmarkt findet samstags statt, jeweils von 08:00 bis 13:00 Uhr auf dem Platz vor der Mairie.

### Geschützte Produkte in der Gemeinde
Als AOC-Produkte sind in Sornay Volaille de Bresse und Dinde de Bresse, ferner Crème et beurre de Bresse zugelassen.

### Bildungseinrichtungen
In der Gemeinde bestehen folgende Bildungseinrichtungen:
- eine École maternelle, die von 41 Schülern besucht wird,
- eine École primaire (École maternelle und École élémentaire), die von 110 Schülern besucht wird,

und beide der Académie de Dijon unterstehen. Für die Schule gilt der Ferienplan der Zone A.

## Kultur und Sehenswürdigkeiten
- Kirche des Heiligen Remigius von Reims (Glockenturm aus 1834)[27]